# Nika Schytkouskaja
Nika Schytkouskaja (belarussisch Ніка Жыткоўская, eng: Nika Shytkouskaya; * 2. Februar 1999) ist eine ehemalige belarussische Tennisspielerin.

## Karriere
Schytkouskaja spielte vorrangig auf der ITF Women’s World Tennis Tour, wo sie je einen Titel im Einzel und Doppel gewann.

## Turniersiege

### Einzel
| Nr. | Datum              | Turnier | Kategorie | Belag     | Finalgegnerin    | Ergebnis |
| --- | ------------------ | ------- | --------- | --------- | ---------------- | -------- |
| 1.  | 22. September 2019 | Antalya | ITF W15   | Hartplatz | Manon Arcangioli | 6:0, 6:3 |

### Doppel
| Nr. | Datum             | Turnier | Kategorie   | Belag             | Partnerin       | Finalgegnerinnen        | Ergebnis |
| --- | ----------------- | ------- | ----------- | ----------------- | --------------- | ----------------------- | -------- |
| 1.  | 11. November 2016 | Minsk   | ITF $25.000 | Hartplatz (Halle) | Anna Kalinskaja | Ilona Kremen Wera Lapko | 6:2, 6:3 |